# Марія-Франческа Бентівольйо
Марія-Франческа Бентівольйо (італ. Maria Francesca Bentivoglio; нар. 27 січня 1977) — колишня італійська тенісистка.
Найвищу одиночну позицію світового рейтингу — 73 місце досягла 23 серпня 1993 року.
Найвищим досягненням на турнірах Великого шолома було 2 коло в одиночному розряді.
Завершила кар'єру 1994 року.

## Фінали ITF

### Одиночний розряд (0–2)
| турніри $100,000 |
| турніри $75,000  |
| турніри $50,000  |
| турніри $25,000  |
| турніри $10,000  |

| Результат | Ранг | Дата           | Турнір          | Покриття | Суперниця у фіналі | Рахунок  |
| Поразка   | 1.   | 27 квітня 1992 | Риччоне, Італія | Ґрунт    | Кіррілі Шарп       | 5–7, 3–6 |
| Поразка   | 2.   | 31 січня 1993  | Бостад, Швеція  | Тверде   | Олена Лиховцева    | 2–6, 1–6 |